# Pseudocolopteryx dinelliana
El doradito tucumano (Pseudocolopteryx dinelliana), también denominado doradito pardo o piojito de Dinelli, es una especie de ave paseriforme de la familia Tyrannidae perteneciente al género Pseudocolopteryx. Es nativo del centro sur de América del Sur.

## Distribución y hábitat
Se distribuye muy localmente en el centro norte de Argentina (Santiago del Estero, norte de Córdoba, Santa Fe; no hay registros recientes en Tucumán); como visitante no reproductivo se extiende hasta el norte de Argentina y Paraguay y posiblemente hasta el suroeste de Brasil (Mato Grosso do Sul), y Bolivia.
Esta especie es considerada rara y local en sus hábitats naturales: los pantanos (algunas veces bastante pequeños) y los matorrales secos o los pastos secos adyacentes, hasta los 500 m de altitud.

## Estado de conservación
El doradito tucumano ha sido calificado como casi amenazado por la Unión Internacional para la Conservación de la Naturaleza (IUCN) debido a que su moderadamente pequeña población, estimada entre 6700 y 20 000 individuos maduros, se presume estar en decadencia como resultado de la pérdida de hábitat y su degradación en partes de su zonas.

## Sistemática

### Descripción original
La especie P. dinelliana fue descrita por primera vez por el naturalista argentino Miguel Lillo en 1905 bajo el nombre científico Pseudocolopteryx dinellianus; su localidad tipo es: «vecindad de Tucumán».

### Etimología
El nombre genérico femenino «Pseudocolopteryx» se compone de la palabra del griego «pseudos» que significa ‘falso’, y de «Colopteryx», que es un género obsoleto de atrapamoscas pigmeos (Ridgway, 1888); y el nombre de la especie «dinelliana» conmemora al naturalista y recolector argentino Luis M. Dinelli (–1939).

### Taxonomía
Es monotípica.